# Cordylus marunguensis
Espèce
Cordylus marunguensis est une espèce de sauriens de la famille des Cordylidae.

## Répartition
Cette espèce est endémique du Katanga au Congo-Kinshasa. 

## Étymologie
Son nom d'espèce, composé de marungu et du suffixe latin -ensis, « qui vit dans, qui habite », lui a été donné en référence au lieu de sa découverte, le plateau Marungu.

## Publication originale
- Greenbaum, Stanley, Kusamba, Moninga, Goldberg & Bursey, 2012 : A new species of Cordylus (Squamata: Cordylidae) from the Marungu Plateau of south-eastern Democratic Republic of the Congo African. African Journal of Herpetology, vol. 61, n. 1, p. 14-39.